# Rajd Monte Carlo 1988
Rajd Monte Carlo 1988 (56. Rallye Automobile de Monte-Carlo) – rajd samochodowy rozgrywany w Monaco od 16 do 21 stycznia 1988 roku. Była to pierwsza runda Rajdowych Mistrzostw Świata w roku 1988. Rajd został rozegrany na asfalcie i śniegu. 

## Zwycięzcy odcinków specjalnych[2]
| Etap | Data        | OS                             | Godzina                        | Nazwa                          | Długość                        | Zwycięzca                      | Czas                           | Śred. pręd                     | Lider rajdu |
| ---- | ----------- | ------------------------------ | ------------------------------ | ------------------------------ | ------------------------------ | ------------------------------ | ------------------------------ | ------------------------------ | ----------- |
| 1    | 16 stycznia | Wspólna jazda do Saint-Étienne | Wspólna jazda do Saint-Étienne | Wspólna jazda do Saint-Étienne | Wspólna jazda do Saint-Étienne | Wspólna jazda do Saint-Étienne | Wspólna jazda do Saint-Étienne | Wspólna jazda do Saint-Étienne | -           |
|      |             |                                |                                |                                |                                |                                |                                |                                | -           |
| 2    | 17 stycznia | 1                              | 14:55                          | Col du Grand Bois              | 3,00 km                        | Bruno Saby                     | 1:24                           | 128,57 km/h                    | Bruno Saby  |
| 2    | 17 stycznia | 2                              | 15:40                          | Saint-Bonnet-le-Froid          | 26,00 km                       | Yves Loubet                    | 13:27                          | 115,99 km/h                    | Yves Loubet |
| 2    | 17 stycznia | 3                              | 16:28                          | Lalouvesc                      | 19,00 km                       | Miki Biasion                   | 11:26                          | 99,71 km/h                     | Yves Loubet |
| 2    | 17 stycznia | 4                              | 17:59                          | Le Moulinon                    | 37,00 km                       | Bruno Saby                     | 25:24                          | 87,40 km/h                     | Bruno Saby  |
| 2    | 17 stycznia | 5                              | 19:23                          | Burzet                         | 45,00 km                       | Bruno Saby                     | 29:05                          | 92,84 km/h                     | Bruno Saby  |
|      |             |                                |                                |                                |                                |                                |                                |                                | Bruno Saby  |
| 3    | 18 stycznia | 6                              | 9:27                           | Chateau de Boulogne            | 29,00 km                       | Yves Loubet                    | 21:20                          | 81,56 km/h                     | Bruno Saby  |
| 3    | 18 stycznia | 7                              | 12:00                          | Saint-Jean-en-Royans           | 26,00 km                       | Yves Loubet                    | 14:48                          | 113,51 km/h                    | Bruno Saby  |
| 3    | 18 stycznia | 8                              | 14:01                          | Saint-Nazaire-le-Desert        | 24,00 km                       | Yves Loubet                    | 14:50                          | 97,08 km/h                     | Bruno Saby  |
| 3    | 18 stycznia | 9                              | 15:29                          | Montauban                      | 20,00 km                       | Bruno Saby                     | 11:37                          | 103,30 km/h                    | Bruno Saby  |
| 3    | 18 stycznia | 10                             | 16:46                          | Plans de Vitrolles             | 18,00 km                       | Bruno Saby                     | 11:12                          | 96,43 km/h                     | Bruno Saby  |
| 3    | 18 stycznia | 11                             | 17:53                          | Chorges                        | 25,00 km                       | Bruno Saby                     | 15:04                          | 99,56 km/h                     | Bruno Saby  |
| 3    | 19 stycznia | 12                             | 10:03                          | Col des Garcinets              | 23,00 km                       | Bruno Saby                     | 14:43                          | 93,77 km/h                     | Bruno Saby  |
| 3    | 19 stycznia | 13                             | 11:10                          | Sisteron                       | 37,00 km                       | Yves Loubet                    | 24:37                          | 90,24 km/h                     | Bruno Saby  |
| 3    | 19 stycznia | 14                             | 12:22                          | Puimichel                      | 12,00 km                       | Bruno Saby                     | 8:02                           | 89,63 km/h                     | Bruno Saby  |
| 3    | 19 stycznia | 15                             | 14:20                          | Trigance                       | 28,00 km                       | Bruno Saby                     | 17:12                          | 97,67 km/h                     | Bruno Saby  |
| 3    | 19 stycznia | 16                             | 15:27                          | Saint-Auban - Roquesteron      | 30,00 km                       | Timo Salonen                   | 23:08                          | 77,81 km/h                     | Bruno Saby  |
| 3    | 19 stycznia | 17                             | 17:15                          | Loda - Lucern                  | 16,00 km                       | Bruno Saby                     | 13:31                          | 71,02 km/h                     | Bruno Saby  |
|      |             |                                |                                |                                |                                |                                |                                |                                | Bruno Saby  |
| 4    | 20 stycznia | 18                             | 15:18                          | Col de la Madone 1             | 18,00 km                       | Jean-Pierre Ballet             | 14:54                          | 72,48 km/h                     | Bruno Saby  |
| 4    | 20 stycznia | 19                             | 16:39                          | Col de Turini 1                | 22,00 km                       | Timo Salonen                   | 19:02                          | 69,35 km/h                     | Bruno Saby  |
| 4    | 20 stycznia | 20                             | 18:02                          | Col de la Couillole 1          | 22,00 km                       | Bruno Saby                     | 16:07                          | 81,90 km/h                     | Bruno Saby  |
| 4    | 20 stycznia | 21                             | 19:35                          | Puget - Theniers               | 28,00 km                       | Timo Salonen                   | 20:50                          | 80,64 km/h                     | Bruno Saby  |
| 4    | 20 stycznia | 22                             | 1:03                           | Col de la Madone 2             | 18,00 km                       | Timo Salonen                   | 15:08                          | 71,37 km/h                     | Bruno Saby  |
| 4    | 20 stycznia | 23                             | 2:24                           | Col de Turini 2                | 22,00 km                       | Timo Salonen                   | 19:22                          | 67,75 km/h                     | Bruno Saby  |
| 4    | 20 stycznia | 24                             | 3:37                           | Col de la Couillole 2          | 22,00 km                       | Alex Fiorio                    | 19:09                          | 68,93 km/h                     | Bruno Saby  |
| 4    | 20 stycznia | 25                             | 5:37                           | Pont des Miolans               | 24,00 km                       | Timo Salonen                   | 16:25                          | 87,72 km/h                     | Bruno Saby  |
| 4    | 20 stycznia | 26                             | 6:43                           | Les Quatre Chemins             | 25,00 km                       | Timo Salonen                   | 21:23                          | 70,15 km/h                     | Bruno Saby  |

| Zwycięzcy OS-ów    | Zwycięzcy OS-ów |
| Kierowca           | Ilość           |
| ------------------ | --------------- |
| Bruno Saby         | 11              |
| Timo Salonen       | 8               |
| Yves Loubet        | 5               |
| Jean-Pierre Ballet | 1               |
| Miki Biasion       | 1               |
| Alex Fiorio        | 1               |

## Wyniki końcowe rajdu[1]
| Msc. | Kierowca             | Pilot                     | Samochód            | Czas       | Strata   | Grupa | Punkty |
| ---- | -------------------- | ------------------------- | ------------------- | ---------- | -------- | ----- | ------ |
| 1.   | Bruno Saby           | Jean-Francois Fauchille   | Lancia Delta HF 4WD | 7h 19m 11s |          | A8    | 20     |
| 2.   | Alessandro Fiorio    | Luigi Pirollo             | Lancia Delta HF 4WD |            | +10m 50s | A8    | 15     |
| 3.   | Jean-Pierre Ballet   | Marie-Christine Lallement | Peugeot 205 GTI     |            | +23m 35s | A6/7  | 12     |
| 4.   | Alain Oreille        | Jean-Marc Andrie          | Renault 11 Turbo    |            | +32m 45s | A8    | 10     |
| 5.   | Timo Salonen         | Seppo Harjanne            | Mazda 323 4WD       |            | +36m 57s | A8    | 8      |
| 6.   | Francois Chauche     | Thierry Barjou            | BMW 325i            |            | +37m 11s | N4    | 6      |
| 7.   | Christophe Spiliotis | Isabelle Spiliotis        | Audi Coupe          |            | +39m 05s | A8    | 4      |
| 8.   | Giovanni del Zoppo   | Paulo Scalvini            | Lancia Delta HF 4WD |            | +40m 45s | N4    | 3      |
| 9.   | Pierre Bos           | Jean-Claude Leuvrey       | Audi Coupe          |            | +43m 50s | A8    | 2      |
| 10.  | Richard Frau         | Philippe David            | Renault 5 GT Turbo  |            | +44m 26s | N4    | 1      |

## Klasyfikacja po 1 rundzie
Tabele przedstawiają tylko pięć pierwszych miejsc.

### Kierowcy
| Lp. | Kierowca           | Pkt |
| --- | ------------------ | --- |
| 1   | Bruno Saby         | 20  |
| 2   | Alex Fiorio        | 15  |
| 3   | Jean-Pierre Ballet | 12  |
| 4   | Alain Oreille      | 10  |
| 5   | Timo Salonen       | 8   |

### Producenci
| Lp. | Producent | Pkt |
| --- | --------- | --- |
| 1   | Lancia    | 20  |
| 2   | Peugeot   | 14  |
| 3   | BMW       | 13  |
| 4   | Renault   | 12  |
| 5   | Mazda     | 10  |